# 2004年香港立法會選舉
2004年香港立法會選舉於2004年9月12日舉行，投票人數達1,784,131人；投票率為55.64%，打破1998年53.29%的紀錄（2016年投票率為58.28%，打破本屆創下的紀錄）。是次四年一度的選舉重選立法會60個議席。6個選舉委員會功能界別議席取消，地方選區則增加6席至30席，另外30席由功能界別產生。
是次立法會選舉比以往有爭議，最後在七一效應下泛民主派地方選區取得18席，但民主黨議席減少，失去立法會第一大黨的地位，惟憑籍功能組別，建制派仍佔多數議席。

## 政治背景
這次選舉是自第2屆立法會選舉後，新一屆的換屆選舉。在2000年第2屆立法會的任期內，是香港最為艱苦的時刻。
在2003年，經歷SARS後的七一大遊行，籍反對政府就基本法二十三條立法而引起民怨大爆發，50萬人上街，引起香港政治的動盪。11月23日的區議會選舉，高額提名、自信在地方服務能得勝的民建聯於選舉中慘敗。民主派則奪下多席具有指標性的席次。自此，民主派提出“立會三十，香港新天”的訴求，認為可以藉民意的支持，在此屆立法會選舉中得到30席。
除了原本的泛民主派政黨參選外，也出現了一群在23條立法時，就23條的嚴重漏洞與政府及葉劉淑儀針鋒相對的律師。他們以立法會議員吳靄儀及余若薇為首，加上兩名前大律師公會主席梁家傑及湯家驊。
最大的參選震撼是電台名嘴鄭經翰在被「封咪」後，空降參選，被視為超級吸票機。
顯然，此次選舉是對第2屆董建華政府執政的成積總結算。董建華連任以後，自視為強勢政府，結果愈搞愈弱勢。如果這次選舉泛民主派得到30席，足以影響政府的運作。
同時，這是香港人就2007年行政長官選舉及2008年立法會選舉全面由市民選舉的公民投票。4月全國人大常委會通過決議案，否決以上兩個選舉的要求。而泛民主派在這次選舉的政綱中提出以上兩個要求。民建聯則提出「為2012年普選創造條件」的政綱，他們以前也曾支持07、08普選的。
民建聯在2003年區議會選舉中慘敗，視這次為席次保衛戰。面對來勢洶洶的民主派，加上他們以前與董建華走得太近，引來今次選舉被眾民主派圍攻的結果。加上自由黨派出田北俊及周梁淑怡出戰地方選區，使今次選舉的政情更為複雜。
泡沫化的港進聯派出曹宏威參選。而自稱中間、實際上是建制派的新論壇，繼上屆派出退休的前民政事務局局長藍鴻震出戰香港島後，今次派出前民政事務總署副署長呂孝端出戰新界西。

## 選舉過程議題
商台封咪事件：鄭經翰及黃毓民是商業電台的兩大名嘴，鄭氏主持早上節目風波裏的茶杯，黃氏主持黃昏節目政事有心人。鄭經翰不斷為民請命，利用節目嚴詞質詢政府官員，在香港爆發嚴重急性呼吸道症候群（又名「沙士」和「非典」）期間更全力協助前線醫護人員，為了孕婦保護衣物問題，更當著電話大罵醫管局高層高永文。
他們於2003年商台續牌前夕先後宣佈封咪，原因是六月時，他倆的節目因投訴而被警告，當時時值七一大遊行前夕，他們大力鼓吹上街，結果他們於9月以後先後回港。2004年中，他們又再先後封咪，因為今次他們受到空前巨大的恐嚇。
鄭氏離去後，由前自由黨主席、支持七一大遊行的李鵬飛及學者蔡子強代班主持。李鵬飛代班一會後宣布封咪，原因又是受到恐嚇，引起一陣軒然大波。五六月間，商台老闆俞琤宣布終止鄭氏與黃氏的節目，李氏更致電商台大罵俞琤。結果鄭經翰回港，與商台達成協議即時解約，又宣布放棄加拿大國籍，參與九龍東選舉。九龍東在上屆選舉中，民主黨由司徒華領軍，與民建聯的陳婉嫻平分秋色，每邊兩席。在今次選舉，九龍東增加一席，司徒華宣佈退休不參選，雖然有四十五條關注組的大律師梁家傑，但最後一席不知何去何從。鄭氏此舉，被視為可令民主派“坐三望四”。

## 投票過程的爭議和問題
- 投票箱體積過細、數量不足
  - 羅便臣道的英華女校投票站平均等候時間要45分鐘，結果要接近11時才可以完成投票，嚴重影響市民投票意慾。
  - 因新設計的選票面積較大、測試票箱容量時過分樂觀，以及測試時只用普通A3紙張而非較厚的選票用紙，導致票箱容量不足，部分票站的票箱需於投票途中被開啟以整理選票，或以紙皮箱暫代票箱。[1]
- 投票印章墨水難乾，不少選票變成廢票
- 有指控新界西選區有貼上某些候選人的競選海報的車隊接送住在偏遠村落的長者前往投票。
- 於投票站轉為點票站期間有選舉代理人被趕離現場，涉嫌違反選舉條例。
- 社會福利、會計、勞工及衛生服務4個功能組別的點票總數多於投票的人數。當中社福界被點算的選票比投票人數多出63票，而最高票和第二高票者只相差64票。惟經過調查，證實大部分人數差異均來自匯報投票人數時的錯誤，只於會計界發現有一個並非會計界的選民被編配前往投票的投票站錯誤發出一張會計界選票。[2]
- 有部分票站的票數資料於結果公佈後仍未能公開。

## 選舉結果及總結

### 選舉議席變化
- 是次選舉為立法會大換血，其中18人為新任議員：梁家傑、湯家驊、梁國雄、郭家麒、鄭經翰、譚香文、李國麟、張超雄、劉秀成、馬力、李國英、張學明、黃定光、林健鋒、梁君彥、方剛、鄺志堅、王國興
- 成功連任議員名單（39人）：楊森、李柱銘、涂謹申、李華明、鄭家富、何俊仁、張文光、單仲偕、余若薇、吳靄儀、劉千石、李卓人、馮檢基、劉慧卿、梁耀忠、陳偉業、蔡素玉、曾鈺成、陳鑑林、劉江華、譚耀宗、黃容根、田北俊、周梁淑怡、劉健儀、楊孝華、梁劉柔芬、張宇人、劉皇發、陳智思、何鍾泰、石禮謙、呂明華、陳婉嫻、李鳳英、范徐麗泰、黃宜弘、李國寶、霍震霆
- 連任失敗議員名單（9人）：黃成智、何秀蘭、黃宏發、麥國風、丁午壽、勞永樂、劉炳章、胡經昌、陳國強
- 重返議會議員名單（3人）：李永達、林偉強、詹培忠

| 政治陣營 | 政治陣營 | 議席數 | 議員 |
| -------- | -------- | ------ | --- |
|          | 建制派   | 35     | 民建聯：馬力、蔡素玉、曾鈺成、陳鑑林、劉江華、李國英、譚耀宗、張學明、黃容根、黃定光 自由黨：田北俊、周梁淑怡、劉健儀、楊孝華、林健鋒、梁君彥、梁劉柔芬、方剛、張宇人、劉皇發 早餐派：陳智思、何鍾泰、石禮謙、呂明華 工聯會：陳婉嫻、鄺志堅、王國興 勞聯：李鳳英 獨立：范徐麗泰、林偉強、黃宜弘、李國寶、詹培忠、霍震霆、劉秀成 |
|          | 泛民主派 | 25     | 民主黨：楊森、李柱銘、涂謹申、李華明、鄭家富、李永達、何俊仁、張文光、單仲偕 四十五條關注組：余若薇、梁家傑、湯家驊、吳靄儀 職工盟：劉千石、李卓人 民協：馮檢基 前綫：劉慧卿 街工：梁耀忠 四五行動：梁國雄 獨立：鄭經翰、陳偉業、譚香文、李國麟、張超雄、郭家麒                                                                 |

註：早餐派在原有四位成員中，加入獨立議員劉秀成並改組為泛聯盟。2006年，譚香文、張超雄及原屬四十五條關注組的所有四位議員加入新成立的公民黨；而陳偉業及原屬四五行動的梁國雄加入新成立的社民連。

### 廢票
定義
廢票是指無效的選票，如白票、填寫不當、塗污了的選票等，算法是把總投票數字減去有效票數的數字；而廢票率則是廢票數量佔總投票數字的百分比，公式如下：
對每個選區而言：
| 有效票數 = ∑(各候選人票數)      |
| 廢票量 = 總票數 - 有效票數      |
| 廢票率 = 廢票量 ÷ 總票數 × 100% |

廢票率
所有原始數據均摘自香港政府立法會選舉網站，依以上定義運用前述公式作簡單計算而得出下表：
| 2004立法會選舉分區廢票統計 | 2004立法會選舉分區廢票統計 | 2004立法會選舉分區廢票統計 | 2004立法會選舉分區廢票統計 | 2004立法會選舉分區廢票統計 |
| 選區                       | 投票人數                   | 有效選票                   | 無效選票                   | 廢票率                     |
| -------------------------- | -------------------------- | -------------------------- | -------------------------- | -------------------------- |
| 香港島                     | 356,365                    | 354,095                    | 2,270                      | 0.64%                      |
| 九龍西                     | 230,062                    | 227,694                    | 2,368                      | 1.03%                      |
| 九龍東                     | 296,370                    | 293,986                    | 2,384                      | 0.80%                      |
| 新界西                     | 466,857                    | 463,408                    | 3,449                      | 0.74%                      |
| 新界東                     | 434,752                    | 431,007                    | 3,745                      | 0.86%                      |
| 全港                       | 1,784,406                  | 1,770,190                  | 14,216                     | 0.80%                      |

## 選舉焦點
- 選舉前，尤其2003年香港區議會選舉，民建聯慘敗後，普遍認為民主黨將得益於七一效應，成為立法會選舉的大贏家。選舉結果泛民主派只取得25席，與理想的半數議席相差5席。事件反映選舉制度對議席分布所起的關鍵作用。而立法會選舉採用名單比例代表制，其理念是議席數與所得票數的比例大致相約。以是次選舉為例，泛民主派於地方選區約得60%選票，理論上轉化為議席是30x60%=18席，與實際所得的19席相近。香港區議會則用單議席單票制，只要得到簡單多票就可以勝出，議席數目與所得票數很多時不成比例。假設每區兩組候選人對壘，其中一方每區均得60%選票（總得票率60%），已可囊括所有議席。

### 地方選區焦點
- 在香港島，由於在選舉當天支持民主黨的蘋果日報頭條“李柱銘火併蔡素玉，有你冇我”，由於四十五條關注組的余若薇與何秀蘭名單民調高漲，加上李柱銘排在民主黨名單第二位，與蔡素玉爭最後一席，蘋果日報並聲言李柱銘與蔡素玉兩個只能活一個，引來泛民主派選民的棄保效應，結果馬丁（李柱銘）保住了，但何秀蘭以815票之差，敗給了蔡素玉。由於今次泛民主派配票完全失敗，加上選舉失利聲浪高漲，民主黨主席楊森宣布不連任主席，結果由副主席，重返立法會的李永達接任。
- 在九龍西選區的泛民主派，雖然民主黨高呼爭取第4席，民協更分拆出廖成利名單，高呼踢走保皇黨。表面上是針對民建聯，但也是針對著立場由泛民主派轉變傾向與中央大和解的劉千石。結果泛民主派涂謹申、馮檢基、劉千石3人當選，所謂第四席還是在比例代表制下，落在民建聯前主席曾鈺成之手，曾鈺成名單的得票數，更是眾當選名單之冠。
- 在九龍東，民建聯陳鑑林在大班鄭經翰的步步進迫下聲勢危急，有傳可能使工聯會陳婉嫻名單的第2名或大班名單的第2名當選，結果民建聯高度配票使陳鑑林的得票數，遠超過陳婉嫻，加上大班也吸走她不足票源，使她由上屆的得票第一，變成5張當選名單之末。選舉過後陳婉嫻與民建聯漸行漸遠。
- 在新界西，民主黨李永達一如意料重返立法會，而自由黨棄功能議席披掛上陣的周梁淑怡，也同時取得第8席。而脫離民主黨的陳偉業，在民主黨的票源回流下得票數變成眾當選名單之末，以兩萬票之差當選。民建聯在泛民主派的聲勢之中亦平穩地取得兩席。
- 在新界東，泛民主派的鑽石名單七一連線，只能夠取得3席，使排第4名的原任民主黨議員黃成智繼上年區議會敗選後再一次敗選。長毛梁國雄也吸走不少泛民主派選票。自由黨主席田北俊棄功能議席披掛上陣，終於打敗了泛民獨立議員，前立法局主席黃宏發，替前主席李鵬飛一雪前恥。而民建聯的劉江華也經營得力，使名單第2名的李國英也順利當選。

### 功能界別焦點
- 在會計界中，原任議員，早餐派親建制的議員李家祥宣布不再連任，在多個會計界參選人混戰之中，持親泛民主派理念的黃大仙區議員譚香文以37票之差，擊敗香港會計師公會會長陳茂波。民主派意外地多得一個議席，而譚香文因受選舉法例影響（法例規定，功能界別的選民名冊在選舉後不可使用，而香港會計師公會則是香港唯一法定專業會計師註冊組織，故香港會計師公會變相成為會計界議員與會計界選民溝通的唯一媒介。），不得不籍香港會計師公會與會計界選民通訊，但香港會計師公會卻刻意杯葛譚香文，不代她向選民發放通訊，後來譚香文加入公民黨，而香港會計師公會則宣告與政治劃清界線，正式斷絕譚香文與所有會計界選民的溝通。但令人諷刺的是，香港會計師公會會長陳茂波有意參選來屆會計界議員。
- 在社會福利界，原民主黨議員羅致光宣布不再連任，前政務司司長陳方安生的親戚、社聯主席方敏生宣布參選，社工基層的香港理工大學應用社會科學系講師張超雄也同時參選，在3人混戰之中，張超雄得到基層社工的支持，贏得議席。後來張超雄加入公民黨成為副主席。
- 醫學界的原任議員勞永樂則敗給了在沙士期間揚名的泛民主派獨立人士郭家麒。
- 衞生服務界中，激進的泛民主派原任議員麥國風，敗給了同屬泛民主派的溫和派獨立人士李國麟。
- 金融服務界中，在回歸後首位因入獄而喪失立法會議席，而人稱潮州怒漢的詹培忠久休復出，擊敗了原任議員胡經昌。
- 在區議會界別中，由於原民建聯議員葉國謙因在區議會選舉中落選而失去參選資格，原鄉議局界別議員、新界鄉議局主席、自由黨的劉皇發成功擊敗民主黨的鄺國全。而他原有的鄉議局席次，則由新界鄉議局副主席林偉強承繼。

### 地方選區得票數據分析
- 在這次選舉地方選區中，香港島方面：民主派有210000票，比上屆多出差不多80000票，而親中陣營方面，民建聯雖然微升2000票，但立法會主席范徐麗泰也得到60000多票，使親中陣營升高60000多票。亦由於民主黨因棄保效應，使他們的得票比上屆多出40000票，而何秀蘭只差800多票就能擊倒蔡素玉當選。

| 政治陣營 | 政治陣營 | 所得議席 | 總得票比例 |
| -------- | -------- | -------- | ---------- |
|          | 建制派   | 3        | 39.6%      |
|          | 泛民主派 | 3        | 59.6%      |
|          | 其他人士 | 0        | 0.8%       |

- 而九龍西方面：民建聯的曾鈺成經營有功，比上屆多得兩萬票，如把立場主張和解的劉千石算進民主派中，民主派上升了30000多票。如果把劉千石不算進民主派名單中的話，民主派的得票比上屆下跌了10000多。

| 政治陣營 | 政治陣營 | 所得議席 | 總得票比例 |
| -------- | -------- | -------- | ---------- |
|          | 建制派   | 1        | 27.1%      |
|          | 泛民主派 | 3        | 72.1%      |
|          | 其他人士 | 0        | 0.8%       |

- 而九龍東方面：由於陳婉嫻名單的票源被大班搶去了不少，棄嫻保林效應的出現，加上三組民主派名單的出現，使民主派的得票上升80000多票，而親中陣營的兩張名單，比上屆輕微下調。但由於司徒華的退隱，梁家傑、鄭經翰兩張性質完全不同的名單出現，使民主黨的得票大跌50%。

| 政治陣營 | 政治陣營 | 所得議席 | 總得票比例 |
| -------- | -------- | -------- | ---------- |
|          | 建制派   | 2        | 36.7%      |
|          | 泛民主派 | 3        | 63.3%      |

- 新界西方面：民主黨的票源亦已成功回流，比上屆輕微上升差不多10000票。民建聯也輕微上升10000票。自由黨則籍中產以及七一之功，成功上升差不多40000票。反觀民協的嚴天生，他們經營屯門多年，但他們的得票比1998年下跌了5000票。退出民主黨的陳偉業亦成功經營，得到30000多票（他後來加入社民連）。在上屆，民主派得到差不多230000票，現在得到280000票，票數上升了50000。親中政團的總得票也上升了50000-60000票。

| 政治陣營 | 政治陣營 | 所得議席 | 總得票比例 |
| -------- | -------- | -------- | ---------- |
|          | 建制派   | 3        | 36.7%      |
|          | 泛民主派 | 5        | 60.5%      |
|          | 其他人士 | 0        | 2.8%       |

- 新界東方面：在上屆連黃宏發也計算在內，民主派有180000票，而今屆則有250000多，較上屆增加70000票，而自由黨的田北俊亦成功承繼及拓展前主席李鵬飛的地盤，所以票數增加50000多，而民建聯的劉江華也經營得力，比上屆增加30000票左右。

| 政治陣營 | 政治陣營 | 所得議席 | 總得票比例 |
| -------- | -------- | -------- | ---------- |
|          | 建制派   | 3        | 41.3%      |
|          | 泛民主派 | 4        | 58.7%      |

### 總計
整體而言，泛民主派與建制派的得票大致維持六四之比。而兩大陣營以外的其他人士只對選舉有著微不足道的影響。
| 政治陣營 | 政治陣營 | 參選名單數 | 總得票    | 總得票比例 | 直選議席 | 共得議席 |
| -------- | -------- | ---------- | --------- | ---------- | -------- | -------- |
|          | 建制派   | 12         | 660,052   | 36.93%     | 12       | 35       |
|          | 泛民主派 | 19         | 1,096,272 | 60.52%     | 18       | 25       |
|          | 其他人士 | 7          | 45,007    | 2.54%      | 0        | 0        |

民建聯的地方選區得票雖成長不多，但可保住現有議席，更取代民主黨成為立法會第一大黨；民主黨變為第三大黨，次於自由黨；泛民在原有席位外取得數個議席，但未能超越局內的親政府、親工商勢力。

## 影響
- 被親共傳媒冠以「四大惡人」的候選人中，有三位進入立法會。四五行動代表人物梁國雄及「封咪」事件主角、前商業電台節目主持鄭經翰高票當選；曾因偽造商業證明而下牢的詹培忠重返議會。謝偉俊出戰旅遊界不敵楊孝華。梁國雄進入立法會後，採取較激進的方式抗爭，更是首位不按正常方式進行宣誓，使議會的互動難以捉摸，但也為議會帶來新氣象。
- 由於民主派在今次選舉席次增至25席，而民建聯與自由黨則為建制派的成員。加上6席建制派議員，只有29席。在上屆由中間派的功能組別議員組成的早餐派亦由8人減至5人，他們改組成泛聯盟，成為議會關鍵少數。曾在立法會開議後的財務委員會，建制派功能組別獨立議員黃宜弘參選主席，但是在泛聯盟支持下，民主派的劉慧卿以30票對28票，擊敗了黃宜弘成為主席，此後八年執掌財委會。最後，董建華委任泛聯盟議員陳智思加入行政會議，令泛聯盟亦加入親政府陣營中。另外，親政府的民建聯成為立法會第一大黨。
- 本來在2000年選舉後，民主派一度士氣低落，董建華可以放心施政。但因多項施政失誤及倉卒推行基本法23條立法，激起市民不滿，使民主派再次得勢，但民主派並未像預期般取得更多議席。

## 議席變化
2007年8月8日，民建聯主席、立法會議員馬力的結腸癌轉趨惡化，癌細胞並不斷擴散至各主要器官，下午2時因結腸癌醫治無效於廣州逝世，終年55歲。依據法例，他遺下的席次需要進行補選，由於只有一席，所以變成單議席單票制，選區為香港島，12月2日補選當日，以獨立人士身份參選、獲泛民主派支持的陳方安生以175,874票（得票率約為55%）擊敗以獨立人士身份參選、獲建制派支持的葉劉淑儀當選，泛民議席由25增至26席。

## 選舉過後各候選人發展

### 香港島
1.
- 馬力病逝，獲泛民主派支持、以獨立人士身份參選的陳方安生補上。
- 蔡素玉於2007年香港區議會選舉當選，參與2008年香港立法會選舉港島選區名單中第二位，連任失敗。
- 鍾樹根於2007年香港區議會選舉當選，參與2008年香港立法會選舉港島選區名單中第三位。
- 張國鈞於2007年香港區議會選舉當選，參與2008年香港立法會選舉港島選區名單中第四位。

2.
- 2008年范徐麗泰當選為全國人大常委會委員，放棄連任。

3.
- 曾健成於2007年香港區議會選舉當選，參與2008年香港立法會選舉港島選區名單中第一位。

4.
- 楊森參與2008年香港立法會選舉港島選區名單中第二位，連任失敗。
- 李柱銘放棄連任。
- 黎志強離開民主黨，於2007年香港區議會選舉當選，參與2008年香港立法會選舉香港島選區，之後加入公民黨。

6.
- 余若薇參與創建公民黨，參與2008年香港立法會選舉港島選區名單中第二位，並連同陳淑莊雙雙當選。
- 何秀蘭放棄連任區議員，參與2008年香港立法會選舉港島選區名單中第一位，重返議會。

### 九龍西
1.
- 柳玉成加入社民連，於2007年香港區議會選舉落敗，於2007年香港立法會港島選區補選落敗，離開社民連，參與2008年香港立法會選舉九龍西選區名單中第一位。

2.
- 馮檢基於2007年香港區議會選舉當選，參與2008年香港立法會選舉九龍西選區名單中第一位，連任成功。

3.
- 劉千石參與2008年香港立法會選舉九龍西選區名單中第一位，連任失敗。

4.
- 曾鈺成參與2008年香港立法會選舉香港島選區名單中第一位，連任成功，並當選立法會主席。
- 鍾港武於2007年香港區議會選舉當選，擔任區議會主席，參與2008年香港立法會選舉九龍西選區名單中第二位。
- 於2007年香港區議會選舉當選，參與2008年香港立法會選舉九龍西選區名單中第一位，當選。

5.
- 涂謹申參與2008年香港立法會選舉九龍西選區名單中第一位，連任成功。
- 陳家偉於2007年香港區議會選舉落敗。
- 林浩揚參與2008年香港立法會選舉九龍西選區名單中第二位。
- 馬旗參與2007年香港區議會選舉屯門市中心選區落敗。

6.
- 廖成利於2007年香港區議會選舉當選。

### 九龍東
1.
- 李華明參與2008年香港立法會選舉九龍東選區名單中第一位，連任成功。
- 胡志偉於2007年香港區議會選舉以「票皇」美譽當選，參與2008年香港立法會選舉九龍東選區名單中第一位。
- 何偉途離開民主黨，於2007年香港區議會選舉落敗。

2.
- 陳鑑林放棄連任區議會，參與2008年香港立法會選舉九龍東選區名單中第一位，連任成功。

3.
- 鄭經翰放棄連任。
- 陶君行於2007年香港區議會選舉當選，離開前綫，加入社民連，參與2008年香港立法會選舉九龍東選區名單中第一位。

4.
- 梁家傑加入公民黨，參與2007年香港特別行政區行政長官選舉落敗，參與2008年香港立法會選舉九龍東選區名單中第一位，連任成功。

5.
- 陳婉嫻參與2008年香港立法會選舉九龍東選區名單中第二位，連任失敗。

### 新界西
1.
- 陳偉業參與2008年香港立法會選舉新界西選區名單中第一位，連任成功。

2.
- 李永達參與2008年香港立法會選舉新界西選區名單中第一位，連任成功。
- 陳琬琛離開民主黨，加入公民黨，於2007年香港區議會選舉當選，參與2008年香港立法會選舉新界西選區名單中第2位。

3.
- 何俊仁參與2008年香港立法會選舉新界西選區名單中第一位，連任成功。
- 張賢登參與2008年香港立法會選舉新界西選區名單中第一位。

4.
- 梁耀忠參與2008年香港立法會選舉新界西選區名單中第一位，連任成功。
- 尹兆堅參與2007年香港區議會選舉葵青石蔭選區當選，並離開街坊工友服務處。

5.
- 鄒秉恬參與2008年香港立法會選舉新界西選區名單中第一位。

6.
- 查錫我加入公民黨，並於2007年香港區議會選舉沙田穗禾選區參選落敗。

7.
- 譚耀宗參與2008年香港立法會選舉新界西選區名單中第一位，連任成功。
- 張學明是2007年香港區議會委任議員，參與2008年香港立法會選舉新界西選區名單中第2位，連任成功。
- 梁志祥參與2008年香港立法會選舉新界西選區名單中第3位。
- 陳恆鑌參與2008年香港立法會選舉新界西選區名單中第4位。
- 老廣成參與2008年香港立法會選舉新界西選區名單中第7位。

9.
- 周梁淑怡參與2008年香港立法會選舉新界西選區名單中第一位，連任失敗。

10.
- 陳財喜於2007年香港區議會選舉當選。

11.
- 李卓人參與2008年香港立法會選舉新界西選區名單中第一位，連任成功。
- 葉岳峰連任香港職工會聯盟執委失敗。

### 新界東
1.
- 梁國雄參與2008年香港立法會選舉新界東選區名單中第一位，連任成功。

3.
- 鄭家富參與2008年香港立法會選舉新界東選區名單中第一位，連任成功。
- 劉慧卿參與2008年香港立法會選舉新界東選區名單中第一位，連任成功。
- 湯家驊參與2008年香港立法會選舉新界東選區名單中第一位，連任成功。
- 黃成智於2007年香港區議會選舉當選，參與2008年香港立法會選舉新界東選區名單中第一位，重返議會。
- 蔡耀昌於2007年香港區議會選舉落敗。
- 何淑萍於2007年香港區議會選舉落敗，參與2008年香港立法會選舉新界東選區名單中第三位。
- 柯耀林於2007年香港區議會選舉當選，參與2008年香港立法會選舉新界東選區名單中第二位。

4.
- 田北俊參與2008年香港立法會選舉新界東選區名單中第一位，連任失敗。

6.
- 劉江華參與2008年香港立法會選舉新界東選區名單中第一位，連任成功，並加入行政會議。
- 李國英於2007年香港區議會選舉當選，放棄連任。
- 莫錦貴參與2008年香港立法會選舉新界東選區名單中第3位。
- 陳國旗參與2008年香港立法會選舉新界東選區名單中第5位。
- 黃碧嬌參與2008年香港立法會選舉新界東選區名單中第4位。
- 陳克勤參與2008年香港立法會選舉新界東選區名單中第2位，當選。

## 相關節目
- 港台節目《奔向04立法會：選舉點將錄》8月2日至9月11日13:20於翡翠台播出，16:00於本港台播出
- 港台節目《奔向04立法會：選舉顯功能》8月21日20:05至21:30於翡翠台播出
- 港台節目《奔向04立法會：直選論壇》8月22日、28日、29日、9月4日20:05至21:30、9月5日20:05至21:05於翡翠台播出
- 港台節目《奔向04立法會：功能界別選舉論壇》9月6日至10日19:00至19:30於本港台播出
- 《912你我齊投票》9月6日至10日19:30、23:40於翡翠台播出
- 《共創明天齊投票》9月11日22:00至22:55於翡翠台播出
- 《9.12立法會選舉》9月12日07:25、07:55、09:00、09:55、11:55於翡翠台播出
- 港台節目《奔向04立法會：912選舉直擊》9月12日12:50、18:20於翡翠台播出，11:00於本港台播出
- 《9.12選舉：點票直擊》9月13日00:25至06:00於翡翠台播出

## 外部連結
- 2004年香港立法會選舉官方網站